# Dario Chiazzolino
Dario Chiazzolino, (Torino, 1985. február 8. –) olasz dzsesszgitáros.

## Pályafutása
2010-ben Chiazzolino „Latin Jazz Projekt” részvevőjeként felvette a „Proposition” című albumot Dany Noel Martinez (basszusgitár), Horacio Hernandez (dobok), Ivan Bridon és Ivan Melon Lewis (zongora), Carlos Sandy (trombita), Concha Buika (ének) és más latin zenészek társaságában. 
2011 januárjában rögzítette a „Paint your life” című lemezt. A „Principles Sound” projekt a Yellowjackets tagjaical készült (Bob Mintzer, Russell Ferrante és Jimmy Haslip). Velük rögzítette a „Lost in the Jungle” című album is. Ezt követően Dario részt vett a Yellowjackets 2012 Touron. A „Rewriting Song” című album Nico Di Battista olasz gitárossal lészült 2013-ban. Ugyanebben az évben a kubai basszusgitárossal, Dany Noel Martinezzel duólemeze született „Confidence” címmel.
2014-ben Chiazzolino létrehozta új kvartettjét Red Cloud-ot Antonio Faraò zongoristával, Dominique Di Piazza basszusgitárossal és Manhu Roche dobossal.

## Albumok
(zenekarvezető)
- 2010: Bewitched – with Pit Linsky, Greg Miller
- 2011: Paint your life – with Taylor Eigsti, Marco Panascia, Willie Jones III.
- 2011: The best thing for you – with Rick Stone
- 2011: Very Early – with Dario Deidda, Gaetano Fasano
- 2013: Rewriting Songs – with Nico Di Battista
- 2013: Confidence – with Dany Noel Martinez
- 2012: Lost in the jungle – with Bob Mintzer, Russel Ferrante, Jimmy Haslip
- 2014: Red Cloud – with Antonio Faraò, Dominique Di Piazza, Manhu Roche
- 2016: The Ninth Gig – New Generation Trio featuring Dario Chiazzolino
- 2022: I Am Ready – Dario Chiazzolino, Federico Malaman, Max Furian

## Díjak
- 2006: Umbria Jazz Award, Umbria Jazz Festival (Olaszország)
- 2007: Concorso Torino Jazz Lab (Olaszország)
- 2011: Best Guitarist, Italian Jazz (Olaszország)
- 2011: Archivio Chitarristi Jazz Italiani (Olaszország)
- 2012: Artista dell'Anno, Dmagazine (Olaszország)
- 2013: Top Jazz Guitar Competition (United Kingdom)
- 2015: Best Guitarist, Guitarlist (Olaszország)
- 2015: Top 15, Suono (Olaszország)

## Fordítás
Ez a szócikk részben vagy egészben  a   Dario Chiazzolino című angol Wikipédia-szócikk ezen változatának fordításán alapul.  Az eredeti cikk szerkesztőit annak laptörténete sorolja fel. Ez a jelzés csupán a megfogalmazás eredetét és a szerzői jogokat jelzi, nem szolgál a cikkben szereplő információk forrásmegjelöléseként.